# Sarah Höfflin
Sarah Höfflin (8 januari 1991) is een Zwitserse freestyleskiester. Ze vertegenwoordigde haar vaderland op de Olympische Winterspelen 2018 in Pyeongchang.

## Carrière
Bij haar wereldbekerdebuut, in november 2016 in Milaan, scoorde Höfflin dankzij een zevende plaats direct wereldbekerpunten. Op 28 januari 2017 boekte de Zwitserse in Seiser Alm haar eerste wereldbekerzege, mede door deze won ze in het seizoen 2016/2017 de wereldbeker slopestyle. Op de wereldkampioenschappen freestyleskiën 2017 in de Spaanse Sierra Nevada eindigde ze als vierde op het onderdeel slopestyle. Tijdens de Olympische Winterspelen van 2018 in Pyeongchang veroverde Höfflin de gouden medaille op het onderdeel slopestyle.
In Park City nam de Zwitserse deel aan de wereldkampioenschappen freestyleskiën 2019. Op dit toernooi eindigde ze als vierde op het onderdeel big air.

## Resultaten

### Olympische Winterspelen
| Jaar | Plaats      | Resultaten |
| ---- | ----------- | ---------- |
| 2018 | Pyeongchang | Slopestyle |

### Wereldkampioenschappen
| Jaar | Plaats        | Resultaat     |
| ---- | ------------- | ------------- |
| 2017 | Sierra Nevada | 4e Slopestyle |
| 2019 | Park City     | 4e Big air    |

### Wereldbeker
Eindklasseringen
| Seizoen   | Algm | BA  | SS     |
| --------- | ---- | --- | ------ |
| 2016/2017 | 10e  | 7e  | Goud   |
| 2017/2018 | 51e  | 4e  | 14e    |
| 2018/2019 | 12e  | 7e  | Zilver |
| 2019/2020 | 21e  | 10e | Goud   |

Wereldbekerzeges
| Datum           | Plaats     | Onderdeel  |
| --------------- | ---------- | ---------- |
| 28 januari 2017 | Seiser Alm | Slopestyle |
| 12 januari 2019 | Font-Romeu | Slopestyle |
| 31 januari 2020 | Mammoth    | Slopestyle |